# Geoffrey Jefferson
Sir Geoffrey Jefferson (* 10. April 1886 in Stockton-on-Tees; † 29. Januar 1961 in Manchester) war ein in seiner Zeit führender britischer Neurochirurg.
Jefferson studierte Medizin an der University of Manchester, mit Bachelorabschlüssen (B. S. und Bachelor of Medicine, M.B.) 1909. 1911 wurde er Fellow des Royal College of Surgeons und 1913 erhielten er einen Masterabschluss (M.S.) der University of London (sowie deren Goldmedaille). 
1914 heiratete er und ging mit seiner Frau in deren Heimatstadt Victoria (British Columbia) nach Kanada, wo er sich als Chirurg niederließ. Im Ersten Weltkrieg kehrte er nach Europa zurück, wo er erst im Anglo-Russischen Hospital in Petrograd wirkte und dann in Frankreich beim Royal Army Medical Corps (im 14th General Hospital). Seine dort gesammelten Erfahrungen mit Schussverletzungen, unter anderem am Kopf, erweckten sein Interesse für Neurochirurgie. Aus den Kriegserfahrungen veröffentlichte er nach seiner Rückkehr nach Manchester unter anderem über Brüche von Halswirbeln (Jefferson-Fraktur) und Schusswunden am Kopf. Zunächst war er allgemeiner Chirurg am Salford Royal Hospital, wurde dann aber ab 1934 ausschließlich Neurochirurg am Manchester Royal Infirmary. 1939 wurde er Professor für Neurochirurgie an der Universität Manchester auf dem ersten solchen Lehrstuhl in Großbritannien.
1947 wurde er Fellow der Royal Society und 1950 als Knight Bachelor geadelt. 1948 erhielt er die Lister-Medaille. Als Thema der Lister Oration wählte er von den damals gerade auch in Manchester (durch Alan Turing und andere) installierten frühen Computern (Manchester Mark I) angeregt die Künstliche Intelligenz. 1960 erhielt er die Fedor-Krause-Medaille.